# Plectogaster jordani
Plectogaster jordani är en skalbaggsart som beskrevs av Heath 1905. Plectogaster jordani ingår i släktet Plectogaster och familjen långhorningar.
Artens utbredningsområde är:
- Gabon.
- Ghana.
- Liberia.
- Nigeria.
- Sierra Leone.
- Togo.

Inga underarter finns listade i Catalogue of Life.